# 112 Ifigênia
112 Ifigênia é um grande asteroide e extremamente escuro localizado no cinturão principal. Ele é classificado como um asteroide tipo C, que tem provavelmente uma composição primitiva carbonácea. Ele possui uma magnitude absoluta de 9,84 e tem um diâmetro de 72,18  quilômetros. Os elementos orbitais de 112 Ifigênia foram publicados pelo astrônomo alemão Friedrich Tietjen em 1871.

## Descoberta e nomeação
112 Ifigênia foi descoberto em 19 de setembro de 1870 pelo astrônomo Christian Heinrich Friedrich Peters. Este asteroide foi nomeado em honra a Ifigênia, a princesa que foi sacrificada por seu próprio pai na mitologia grega.

## Características orbitais
A órbita de 112 Ifigênia tem uma excentricidade de 0,1287225 e possui um semieixo maior de 2,4334984 UA. O seu periélio leva o mesmo a uma distância de 2,1202523 UA em relação ao Sol e seu afélio a 2,747 UA.